# Partito Laburista Scozzese
Il Partito Laburista Scozzese (in gaelico scozzese Pàrtaidh Làbarach na h-Alba; in scozzese Scots Labour Pairty; chiamato in inglese Scottish Labour) è la sezione del Partito Laburista che opera in Scozia. I laburisti detengono 23 seggi su 129 al Parlamento scozzese e due dei sei seggi scozzesi al Parlamento europeo.
I laburisti ottennero la maggioranza dei voti in Scozia in ogni elezione dal 1964 al 2015, quando furono sorpassati pesantemente dal Partito Nazionale Scozzese (SNP); vinse tutte le elezioni europee dal 1979 fino al 2009, quando fu sconfitto dal SNP, e ottenne la maggioranza nelle prime due elezioni parlamentari scozzesi, nel 1999 e 2003. A seguito di queste elezioni, i laburisti scozzesi formarono una coalizione con i Liberal Democratici Scozzesi, costituendo una maggioranza al governo scozzese. Alle elezioni del 2007, i laburisti rimasero il secondo maggiore partito, con una percentuale più bassa di voti e un seggio in meno del SNP, che costituì quindi un governo di minoranza. I laburisti rimasero il secondo maggiore partito anche dopo le elezioni parlamentari in Scozia del 2011, con il SNP che formò il primo governo di maggioranza fin dalla devoluzione del 1999. Alle elezioni parlamentari in Scozia del 2016 i laburisti persero 13 dei 37 seggi che detenevano, divenendo il terzo partito per la prima volta dopo essere stati sorpassati dai Conservatori Scozzesi; il terzo posto fu confermato anche alle elezioni parlamentari del 2021, quando i laburisti ottennero 22 seggi totali. 
Nella forte sconfitta delle elezioni generali del 2015, la sua rappresentanza a Westminster fu ridotta ad un solo seggio, perdendo quindi 40 dei 41 seggi che deteneva prima delle elezioni a favore del SNP; fu la prima volta che il partito non aveva ottenuto la maggioranza dei seggi in Scozia sin dalle elezioni generali nel Regno Unito del 1959. Con le elezioni generali del 2017 il partito ottenne 7 seggi, conquistando il 27,1% dei voti, migliorando quindi la propria performance ma rimanendo comunque il terzo partito dietro al SNP e ai Conservatori. Alle ultime elezioni generali del 2019 il partito è tornato ad eleggere un solo deputato, finendo al quarto posto per la prima volta dal 1918 e la percentuale di voto è scesa al 18,6%, la più bassa dal 1910. Attualmente la rappresentanza è di 2 deputati, uno dei quali eletto in elezioni suppletive nel collegio di Rutherglen and Hamilton West il 5 ottobre 2023.

## Risultati

### Parlamento europeo
| Anno | Percentuale | Seggi |
| ---- | ----------- | ----- |
| 1979 | 33,0%       | 2 / 8 |
| 1984 | 40,7%       | 5 / 8 |
| 1989 | 41,9%       | 7 / 8 |
| 1994 | 42,5%       | 6 / 8 |
| 1999 | 28,7%       | 3 / 8 |
| 2004 | 26,4%       | 2 / 7 |
| 2009 | 20,8%       | 2 / 6 |
| 2014 | 25,9%       | 2 / 6 |
| 2019 | 9,3%        | 0 / 6 |

### Parlamento del Regno Unito

Il rosso indica i seggi ottenuti dal laburisti alle elezioni del 2017.

| Anno        | Percentuale | Seggi   |
| ----------- | ----------- | ------- |
| 1910 (Gen.) | 5,1%        | 2 / 70  |
| 1910 (Dic.) | 3,6%        | 3 / 70  |
| 1918        | 22,9%       | 6 / 71  |
| 1922        | 32,2%       | 29 / 71 |
| 1923        | 35,9%       | 34 / 71 |
| 1924        | 41,1%       | 26 / 71 |
| 1929        | 42,3%       | 36 / 71 |
| 1931        | 32,6%       | 7 / 71  |
| 1935        | 36,8%       | 20 / 71 |
| 1945        | 47,9%       | 37 / 71 |
| 1950        | 46,2%       | 37 / 71 |
| 1951        | 47,9%       | 35 / 71 |
| 1955        | 46,7%       | 34 / 71 |
| 1959        | 46,7%       | 38 / 71 |
| 1964        | 48,7%       | 43 / 71 |
| 1966        | 49,8%       | 46 / 71 |
| 1970        | 44,5%       | 44 / 71 |
| 1974 (Feb.) | 36,6%       | 40 / 71 |
| 1974 (Ott.) | 36,3%       | 41 / 71 |
| 1979        | 41,6%       | 44 / 71 |
| 1983        | 35,1%       | 41 / 72 |
| 1987        | 42,4%       | 50 / 72 |
| 1992        | 39,0%       | 49 / 72 |
| 1997        | 45,6%       | 56 / 72 |
| 2001        | 43,3%       | 56 / 72 |
| 2005        | 39,5%       | 41 / 59 |
| 2010        | 42,0%       | 41 / 59 |
| 2015        | 24,3%       | 1 / 59  |
| 2017        | 27,1%       | 7 / 59  |
| 2019        | 18,6%       | 1 / 59  |
| 2024        | 35,3%       | 37 / 57 |

### Elezioni al Parlamento scozzese

Il rosso indica i seggi ottenuti dai laburisti alle elezioni parlamentari in Scozia del 2021.

| Anno | Percentuale (collegi) | Percentuale (liste) | Seggi    | Posizione | Esito                 |
| ---- | --------------------- | ------------------- | -------- | --------- | --------------------- |
| 1999 | 38,8%                 | 33,6%               | 56 / 129 | Primo     | Governo di coalizione |
| 2003 | 34,6%                 | 29,3%               | 50 / 129 | Primo     | Governo di coalizione |
| 2007 | 32,2%                 | 29,2%               | 46 / 129 | Secondo   | Opposizione           |
| 2011 | 31,7%                 | 26,3%               | 37 / 129 | Secondo   | Opposizione           |
| 2016 | 22,6%                 | 19,1%               | 37 / 129 | Terzo     | Opposizione           |
| 2021 | 21,6%                 | 17,9%               | 22 / 129 | Terzo     | Opposizione           |